# Candidatura de Madrid als Jocs Olímpics de 1972
La candidatura olímpica de Madrid 1972 va ser l'intent per part de Madrid (Espanya) per ser escollida pel Comitè Olímpic Internacional (COI) com a ciutat amfitriona dels Jocs Olímpics d'Estiu de 1972.
El Comitè Olímpic Espanyol (COE) va triar Madrid com a candidata durant una reunió celebrada el 24 de desembre de 1965, vencent a l'opció de Barcelona. La conifirmació es va fer una setmana abans que tanqués el termini d'acceptació de candidatures i la capital va haver d'improvisar un pla d'infraestructures per convèncer els membres del COI. La idea principal era obrir Espanya al món i aprofitar el creixement econòmic. El seu major punt feble va ser la incertesa respecte al suport polític; encara que el Ministeri d'Afers exteriors va intentar assegurar l'elecció, el dictador Francisco Franco no es va mostrar convençut de la seva viabilitat pels elevats costos i es va especular amb la retirada fins a una setmana abans de la votació.
En la 64a Sessió del COI, celebrada el 26 d'abril de 1966, la candidatura de Madrid va rebre la pitjor puntuació tècnica. Malgrat això va mantenir les seves opcions i va quedar segona per darrere de Múnic (Alemanya Occidental).
Aquesta fou la primera ocasió en què la capital espanyola es va postular per organitzar l'esdeveniment, abans de les tres presentacions consecutives per 2012, 2016 i 2020.

## Desenvolupament de la candidatura

### Presentació
La idea que Madrid es postulés per primera vegada als Jocs Olímpics va sorgir a l'octubre de 1965. Aquest mes es va celebrar a Madrid el 63è Congrés del Comitè Olímpic Internacional i el seu president en aquella època, Avery Brundage, havia mantingut converses amb el Comitè Olímpic Español (COE), presidit per José Antonio Elola-Olaso, en les quals va suggerir que una candidatura olímpica espanyola pels Jocs Olímpics de 1972 tindria possibilitats. La idea va ser vista amb bons ulls pel COE i les autoritats espanyoles perquè el país, governat llavors pel dictador militar Francisco Franco, havia iniciat un ambiciós pla de liberalització econòmica i necessitava obrir-se a la resta del món per netejar la seva imatge, marcada pel Cop d'estat de 1936 i la posterior Guerra Civil espanyola.
El termini per presentar-se concloïa l'1 de gener de 1966 i, per tant, el procés va estar marcat per les presses. L'alcalde de Madrid, Carlos Arias Navarro, va plantejar la possibilitat en un ple de l'ajuntament i va rebre el vistiplau. De forma paral·lela, Barcelona va presentar les seves opcions al novembre. La ciutat comtal ja havia intentat ser seu olímpica per a les edicions de 1936 i 1940 (aquests últims frustrats per la Segona Guerra Mundial) però no ho va aconseguir en cap d'elles, encara que sí va organitzar els Jocs Mediterranis de 1955 amb èxit. Entre els promotors de la candidatura barcelonina es trobaven l'Ajuntament de Barcelona, amb l'alcalde José María de Porcioles al capdavant i Juan Antonio Samaranch, membre del COI i delegat a Catalunya de la Delegació Nacional d'Educació Física i Esport.
Entre Madrid i Barcelona, el règim franquista va apostar clarament per la capital. Per deixar sense opcions a Barcelona, el Comitè Olímpic Espanyol va convocar la reunió d'elecció de candidatura el 24 de desembre de 1965 a Madrid sense oferir l'ordre del dia. En coincidir amb les festes nadalenques, molts membres catalans no van poder viatjar. D'altra banda, Juan Antonio Samaranch es trobava a Melbourne (Austràlia) amb l'equip espanyol de la Copa Davis. El 26 de desembre el COE va enviar a Avery Brundage la confirmació que Madrid postularia per als Jocs de la XX Olimpíada, deixant a la ciutat comtal com a subseu de les proves de vela. La decisió va ser tan polèmica que un dels membres, Pau Negre va presentar la seva dimissió perquè li van mentir sobre la importància de la cita.
La candidatura de Madrid 1972 va respondre les catorze preguntes del qüestionari previ del COI i va elaborar un dossier de candidatura prologat per José María Pemán on es descrivia la ubicació de les seus, el nombre de proves i les dates de celebració: entre el 27 d'agost i el 10 de setembre. A més va enviar el curtmetratge de quinze minuts en color «Madrid: Ciutat moderna», rodat per Javier Aguirre. El projecte incloïa els 21 esports oficials i la pilota basca com a nova disciplina olímpica.

### Complicacions
Al març, el Ministeri d'Afers exteriors espanyol va ordenar als seus representants diplomàtics en l'exterior que fessin lobby per assegurar el vot dels membres del COI a Madrid. Encara que la majoria no van prometre el seu suport, i Múnic era la favorita, la candidatura espanyola era vista amb simpatia. L'última vegada que es van celebrar uns Jocs Olímpics a Europa va ser en l'edició de Roma (1960) i llavors es va especular que comptaria amb els vots dels delegats llatinoamericans i fins i tot els de règims socialistes, molt reticents davant una possible victòria d'un país d'Alemanya Occidental.
Però el 17 d'abril de 1966, una setmana abans de la Sessió del COI on es coneixeria la seu olímpica, la premsa espanyola va publicar que el Govern espanyol retiraria la seva candidatura. El principal problema era econòmic: Franco i el ministre de Governació, Camilo Alonso Vega, no estaven convençuts d'organitzar l'esdeveniment internacional perquè els costos previstos eren molt elevats i el pressupost s'havia retallat diverses vegades. Segons va escriure Manuel Fraga en les seves memòries, l'opció va trobar una «forta resistència dels ministres econòmics, que pensaven en l'elevada despesa pública», mentre que uns altres com ell els volien per la transformació que experimentaria la capital, en plena expansió demogràfica. Finalment, el 21 d'abril, es va arribar a un consens i la candidatura va seguir el seu curs.

### Resultat final
L'elecció de seu va tenir lloc en la 64a Sessió del COI, celebrada el 26 d'abril de 1966 a Roma (Itàlia). Els rivals eren Múnic —favorita per a l'elecció—, Detroit i Mont-real. La delegació espanyola va viatjar amb una maqueta a gran escala que explicava com seria Madrid en l'any 1972 si albergués els Jocs, a la qual van haver de serrar les potes perquè entrés en l'avió. José Antonio Elola-Olaso va liderar la comitiva com a president del COE i va portar el pes del discurs de presentació.
No obstant això, va destacar l'absència de líders polítics espanyols de pes en l'expedició, cosa que va molestar encara més a uns membres del COI que esperaven explicacions pel gest de retirada de candidatura. Carlos Arias Navarro no va viatjar a Roma i com a major representant de Madrid hi va acudir el tinent d'alcalde, Jesús Suevos. Això es va veure a l'estranger com la major mostra que al franquisme ja no li interessaven els Jocs Olímpics, ja que Arias Navarro era un dels polítics més fidels a Franco.
Els membres del COI van atorgar a la candidatura la pitjor puntuació tècnica pels dubtes que va suscitar, la falta d'infraestructures i la inexperiència d'Espanya en organitzacions d'esdeveniments internacionals. En les votacions, Madrid va quedar en segon lloc (setze vots en les dues rondes) i Múnic va guanyar per majoria absoluta en la segona votació (31 vots). En els mesos posteriors es va comprovar que diversos representants llatinoamericans no van recolzar a Madrid i que tots els membres d'estats socialistes (dels quals s'especulava el seu suport) s'havien decantat per Mont-real. L'ambaixador espanyol a Roma, Alfredo Sánchez Bella, va enviar una carta a Francisco Franco en la qual explicava la derrota per «la inseguretat creada entorn de la presentació de la candidatura espanyola» i la falta d'un desmentiment. «La decisió final presa pel nostre país a l'últim moment no va ser suficient a desvirtuar l'equívoc i aquest ha actuat en contra nostra».
Al marge de la candidatura madrilenya, la 64a Sessió del COI va ser molt important perquè es va escollir com a membre del COI a Juan Antonio Samaranch, que més tard es va convertir en el primer president espanyol d'aquest organisme.
Espanya no va tornar a presentar candidatura fins a la mort de Franco i l'arribada de la democràcia al país. Els esforços del Comitè Olímpic Espanyol es van centrar en Barcelona, que es va postular en 1986 pels Jocs Olímpics de 1992 i va guanyar. Madrid no va mostrar interès fins a començaments del segle xxi, quan es va presentar en tres edicions consecutives: 2012 (amb victòria de Londres), 2016 (va guanyar Rio de Janeiro) i 2020 (va guanyar Tòquio).

## Projecte
En el seu projecte, Madrid va proposar celebrar tots els esdeveniments esportius en els límits de la ciutat o prop de la mateixa, menys les proves de vela que serien a Barcelona. En la dècada de 1960 la capital espanyola era una ciutat en plena expansió demogràfica i les seus es van situar en terrenys oberts que més tard podrien aprofitar-se per a aquest fi. La majoria dels grans estadis estaven per construir i es van projectar en el nord-oest de la ciutat, prop de la Casa de Campo. Entre ells es preveia un estadi olímpic per 100.000 espectadors per Ciutat Universitària, un velòdrom (6.000 espectadors), una piscina olímpica (12.000 espectadors), un pavelló poliesportiu (10.000 espectadors) i dos centres de tir. Les proves de piragüisme i rem es farien en l'embassament de San Juan.
La Vila Olímpica se situaria al nord de Madrid, prop de Fuencarral, amb capacitat per a 15.000 atletes. Tant aquest punt com les seus estarien connectades entre si mitjançant una autopista que dirigiria a l'aeroport de Madrid-Barajas.
S'anaven a emprar dinou instal·lacions ja construïdes, de les quals deu pertanyien a clubs esportius privats. Un dels punts més sorprenents va ser la inclusió de la Plaça de Bous de Las Ventas sense especificar què proves albergaria.

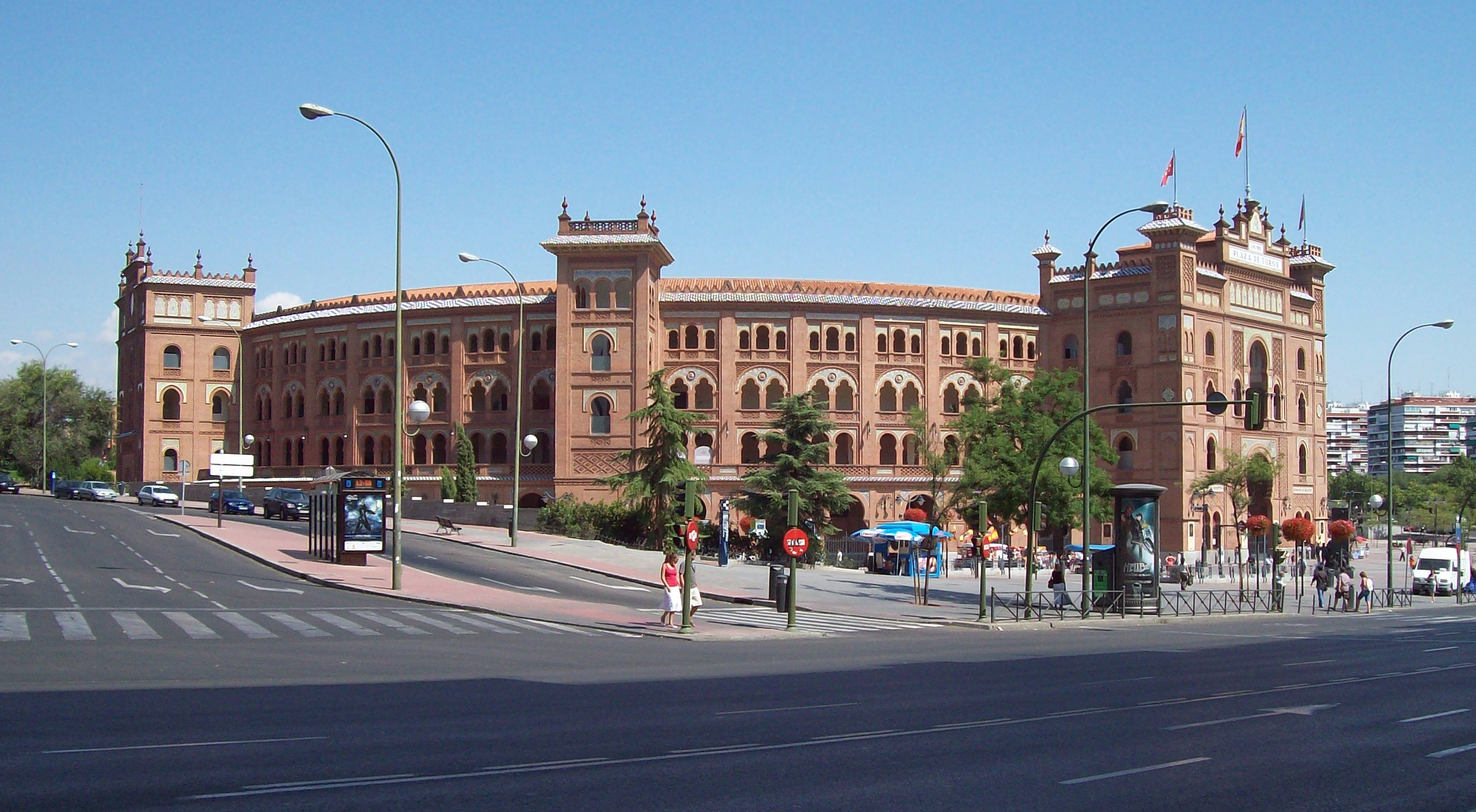
La plaça de bous de las Ventas va entrar en el projecte olímpic de Madrid.

- Complex esportiu de Ciutat Universitària.
- Instal·lacions de l'Institut Nacional d'Educació Física.
- Instal·lacions de la Marina.
- Estadi de Vallehermoso.
- Parc Sindical (actual Parc Esportiu Puerta de Hierro).
- Ciutat Esportiva del Reial Madrid.
- Estadi Santiago Bernabéu.
- Estadi Manzanares (actual Vicente Calderón).
- Palau d'Esports de Madrid.
- Centre Esportiu Municipal Gimnàs Moscardó.
- Piscina Municipal de Madrid.
- Real Canoe Natación Club.
- Reial Societat Hípica Espanyola Club de Camp.
- Club de Tir Somontes.
- Club de Tir Cantoblanco.
- Hipòdrom de la Zarzuela.
- Real Club Puerta de Hierro.
- Reial Club Nàutic de Madrid (inclou l'embassament de San Juan).
- Plaça de bous de Las Ventas.